# Зодіак (фільм, 1985)
«Зодіак» — радянський телефільм 1985 року, знятий режисером Йонасом Вайткусом на Литовській кіностудії.

## Сюжет
В основі сюжету — доля художника, відбита в мистецтві, завжди супутньому життю людей, так само як мрія, біль чи радість. У фільмі використані картини, музика, літературна спадщина литовського живописця та композитора Мікалоюса Константінаса Чюрльоніса (1875—1911).

## У ролях
- Майя Плісецька — Муза
- Григорій Гладій — Художник
- Пранас Пяулокас — Друг
- Інґеборґа Дапкунайте — учениця
- Вітаутас Ландсберґіс — вступне слово

## Знімальна група
- Режисер — Йонас Вайткус
- Сценарист — Пранас Моркус
- Оператор — Альгімантас Моцкус
- Композитор — Освальдас Балакаускас
- Художник — Вітаутас Калінаускас